# Kroatische Badmintonmeisterschaft 2003
Die Kroatische Badmintonmeisterschaft 2003 fand bereits vom 29. bis zum 30. November 2002 in Dubrovnik statt.

## Medaillengewinner
| Disziplin    | Gold                              | Silber                      | Bronze                                |
| ------------ | --------------------------------- | --------------------------- | ------------------------------------- |
| Herreneinzel | Vedran Ciganović                  | Neven Rihtar                | Janko Hranilović                      |
| Herreneinzel | Vedran Ciganović                  | Neven Rihtar                | Zvonimir Đurkinjak                    |
| Dameneinzel  | Andrea Žvorc                      | Maja Šavor                  | Staša Poznanović                      |
| Dameneinzel  | Andrea Žvorc                      | Maja Šavor                  | Morana Esih                           |
| Herrendoppel | Vedran Ciganović Janko Hranilović | Janko Prošić Vinko Vešligaj | Hrvoje Kazesović Ivan Puzjak          |
| Herrendoppel | Vedran Ciganović Janko Hranilović | Janko Prošić Vinko Vešligaj | Tomislav Mihetec Neven Rihtar         |
| Damendoppel  | Andrea Žvorc Staša Poznanović     | Matea Čiča Morana Esih      | Petra Brandt Matea Antolić            |
| Damendoppel  | Andrea Žvorc Staša Poznanović     | Matea Čiča Morana Esih      | Renata Hadžihalilović Iva Majstorović |
| Mixed        | Neven Rihtar Maja Šavor           | Vinko Vešligaj Matea Čiča   | Luka Zdenjak Andrea Žvorc             |
| Mixed        | Neven Rihtar Maja Šavor           | Vinko Vešligaj Matea Čiča   | Janko Prošić Morana Esih              |